# Alfonso Jessel
Alfonso Jessel (ur. 16 maja 1958) – meksykański zapaśnik. Olimpijczyk z Seulu 1988, gdzie odpadł w eliminacji w kategorii 82 kg w stylu wolnym. Walczył również w stylu klasycznym.
Zdobył brązowy medal na Mistrzostwach Panamerykańskich w 1988, a w 1987 i 1989 zajął czwarte miejsce. W 1984 na mistrzostwach Centralnej Ameryki zajął drugie miejsce w stylu wolnym, a w 1990 był drugi w stylu klasycznym i trzeci w wolnym. Na igrzyskach Ameryki Środkowej i Karaibów w 1990 wywalczył dwa medale (w obu stylach).